# Moreno Hofland
Moreno Hofland (Roosendaal, Países Bajos, 31 de agosto de 1991) es un ciclista neerlandés. Debutó como profesional en 2010 para el equipo Rabobank Continental. Se retiró en 2021 por problemas estomacales que solo le permitieron competir durante tres días en todo el año.

## Palmarés
2011
- 2 etapas del Kreiz Breizh Elites
- 1 etapa de la Vuelta a León
- 1 etapa del Tour del Porvenir

2012
- 1 etapa del Kreiz Breizh Elites
- 1 etapa del Tour del Porvenir

2013
- Tour de Hainan, más 3 etapas

2014
- 1 etapa de la Vuelta a Andalucía
- 1 etapa de la París-Niza
- Volta Limburg Classic
- 2 etapas del Tour de Utah
- 1 etapa del Tour de Hainan

2015
- 1 etapa del Tour de Yorkshire
- 1 etapa del Ster ZLM Toer

2017
- 3.º en el Campeonato Europeo en Ruta
- Famenne Ardenne Classic

2019
- 2.º en el Campeonato de los Países Bajos en Ruta

## Resultados en Grandes Vueltas
| Carrera | Carrera         | 2010 | 2011 | 2012 | 2013 | 2014 | 2015  | 2016 | 2017  | 2018 | 2019 | 2020 | 2021 |
| ------- | --------------- | ---- | ---- | ---- | ---- | ---- | ----- | ---- | ----- | ---- | ---- | ---- | ---- |
|         | Giro de Italia  | —    | —    | —    | —    | —    | 136.º | Ab.  | 139.º | —    | —    | —    | —    |
|         | Tour de Francia | —    | —    | —    | —    | —    | —     | —    | —     | —    | —    | —    | —    |
|         | Vuelta a España | —    | —    | —    | —    | Ab.  | —     | —    | —     | —    | —    | —    | —    |

—: no participa

Ab.: abandono

## Equipos
- Rabobank Continental Team (2010-2012)
- Blanco/Belkin/Lotto NL (2013-2016)
  - Blanco Pro Cycling (2013)[2]
  - Belkin-Pro Cycling Team (2013-2014)
  - Team Lotto NL-Jumbo (2015-2016)
- Lotto Soudal (2017-2018)
- EF Education First[3] (2019-2021)
  - EF Education First Pro Cycling Team (2019)
  - EF Pro Cycling (2020)
  - EF Education-NIPPO (2021)